# Jaszczurka skalna
Jaszczurka skalna (Darevskia saxicola) – gatunek gada z rodziny jaszczurek właściwych (Lacertidae).

## Wygląd
Jaszczurka średniej wielkości o smukłym, lekko spłaszczonym tułowiu i długim ogonie. Ubarwienie podstawowe jest zmienne i przyjmuje różne odcienie brązu, szarości i zieleni. Zazwyczaj wyraźny, plamisty wzór na grzbiecie zagęszcza się na bokach tworząc siatkowatą wstęgę, w której czasami mogą występować jasne i niebieskie plamki. Brzuch białawy, żółty, różowy lub pomarańczowy. W okresie godowym bardziej krępy samiec jest intensywnie ubarwiony, a niebieskawe punkty (które mogą też występować u samic, chociaż są wtedy znacznie słabiej zaznaczone) stają się gęstsze i bardziej jaskrawe. Młode mają tylną połowę ogona ubarwioną na niebieskoszaro. Całkowita długość ciała dorosłego osobnika ok. 230 mm.

## Występowanie
Jaszczurka ta występuje w zachodnim i środkowym Kaukazie oraz na wschodnich wybrzeżach Morza Czarnego – na terytorium południowo-zachodniej Rosji (Kraj Krasnodarski, zachodnia część Kaukazu Północnego) i zachodniej Gruzji. Niektórzy autorzy podają, że występuje też w azjatyckiej części Turcji, ale IUCN tego nie potwierdza.

## Środowisko
Jaszczurka skalna żyje na równinach, obszarach pagórkowatych i górskich. W górach spotykana do wysokości 2200 m n.p.m., prawdopodobnie występuje też wyżej. Występuje głównie na terenach pokrytych żwirem, brzegach potoków oraz izolowanych wychodniach skał w lasach i zaroślach. Często spotykana na obszarze osiedli ludzkich, np. na mostach, murach i w ruinach.

## Tryb życia
W szczególnie sprzyjających miejscach występuje bardzo licznie, mimo to nie jest specjalnie towarzyska. Swoje kryjówki (głównie szczeliny skalne lub jamy w ziemi) opuszcza rano między godziną 8 a 10. Wygrzewa się następnie na słońcu, po czym przez dłuższy czas jest bardzo ruchliwa i przed zmierzchem powraca do swojej kryjówki.

## Rozród
Kilka tygodni po zakończeniu zimowania samce zdobywają spore terytoria, które zamieszkują wspólnie z 2 lub 3 gotowymi do rozrodu samicami. W obrębie rewiru nie tolerują obecności innych samców. Wzajemnie pokojowo do siebie usposobione samice kopulują nie tylko z posiadaczem swojego terytorium, ale również z samcami z sąsiednich obszarów, a nawet z samcami, które nie posiadając własnego obszaru odwiedzają ukradkiem rewiry innych samców. Samica składa zwykle 3–5 jaj do lekko wilgotnej kryjówki. Długość głowy i tułowia wylęgających się młodych wynosi tylko 25 mm, dojrzałość płciową osiągają po upływie ok. 2 lat.

## Pokarm
Jaszczurka skalna żywi się głównie: muchówkami, pająkami, stonogami, mrówkami, skąposzczetami oraz ślimakami. 

## Wrogowie
Jaszczurce skalnej zagrażają przede wszystkim: gniewosz plamisty, połoz kaspijski i żmija kaukaska. Młode osobniki często padają ofiarami ptaków.